# Революция (телесериал, 2012)
«Револю́ция» (англ. Revolution) — американский постапокалиптический научно-фантастический драматический телесериал, созданный Эриком Крипке, Дж. Дж. Абрамсом и Брайаном Бёрком. Режиссёром пилотного эпизода стал Джон Фавро. Премьера состоялась 17 сентября 2012 года на телеканале NBC. Изначально планировалось выпустить полный сезон всего из 22 эпизодов, но в октябре NBC уменьшила их число до 20.
9 мая 2014 года канал закрыл сериал после двух сезонов.

## Сюжет
Действие сериала происходит в постапокалиптическом будущем — через пятнадцать лет после того, как неизвестный феномен отключил все современные технологии на планете: от всевозможных электрических приборов до целых энергостанций. Люди были вынуждены приспосабливаться к миру без технологий. Произошёл крах общественного порядка, многими округами стали править самопровозглашенные правители и солдаты ополчения. Сериал сосредоточен на семье Мэтисонов, у которой находится предмет, являющийся ключом не только к раскрытию тайны о том, что случилось пятнадцать лет назад, но и к возможному способу ликвидировать последствия этого феномена и восстановить электричество. Однако, они вынуждены скрываться от новой власти, которая хочет силой завладеть этими знаниями и воспользоваться ими в своих интересах.

## Главные герои
- Билли Берк — Майлс Мэтисон[5], главный герой сериала. Был одним из создателей Республики Монро, но позже пожалел об этом и попытался убить Монро, но не смог, после чего скрылся в Чикаго и открыл собственный бар, став алкоголиком. Однако встреча с племянницей, которую он до этого почти не знал, заставила его вернуться в игру и встать на сторону повстанцев, стремящихся свергнуть Монро и вернуть США. Майлс прекрасный боец и стратег, именно он является создателем стиля боя и ряда тактик, которыми пользуются ополченцы Монро.
- Трэйси Спиридакос — Чарли Мэтисон[6], племянница Майлса. Изначально очень добра и альтруистична. Нашла своего дядю, чтобы тот помог ей спасти брата. Сперва Майлс шёл с ней неохотно и даже подумывал уйти, так как не знал Чарли и считал, что она справится и без него, но позже сильно привязался к ней и стал заботиться как о собственной дочери. В дальнейшем её показывают как крайне хладнокровную и расчетливую убийцу, готовую ко всему ради своих благих целей, включая союз с Монро.
- Элизабет Митчелл — Рэйчел Мэтисон[7], мать Чарли, учёная. Вместе со своим мужем и рядом других ученых была ответственна за всемирное отключение электричества. Долгие годы была в плену у Монро, который о ней искренне заботился, всё это время семья считала её мёртвой.
- Зак Орт — Аарон Питтман[8], друг семьи Мэттисонов. Компьютерный гений, плохо подготовленный к суровости современного для него мира, в котором он вынужден выживать. Аарон родился в 1987 году в еврейской семье. Он родом из Миннесоты. Работал для Google, что принесло ему состояние, по крайней мере, 80 миллионов долларов. Написал машинный код, вошедший в основу операционной системы «Башни», хотя очень долго не знает об этом. После отключения его отыскал Бен Мэтисон, не рассказывая об истинных причинах их встречи. Они подружились. Он поселился рядом с семьей Мэтисонов и был учителем в школе.
- Даниэлла Алонсо — Нора Клейтон, солдат Сопротивления, возлюбленная Майлса. Быстро сдружилась с Чарли и Аароном. Погибла в конце первого сезона.
- Джей Ди Пардо — Нейт Уокер / Джейсон Невилл[9], сын Тома Невилла. Был солдатом ополчения Монро. Один раз внедрился в команду Майлса и Чарли, чтобы следить за ними, но неожиданно влюбился в Чарли и из-за этого, а также из-за ненависти к отцу, перешёл на сторону повстанцев. Был убит Чарли в восемнадцатой серии второго сезона.
- Джанкарло Эспозито — капитан (позднее, майор) Том Невилл[10], один из лидеров ополчения Монро, давний знакомый Майлса. Был всецело предан Монро, но в итоге перешёл на сторону Сопротивления.
- Анна Лизе Филлипс — Мэгги Фостер[6], мачеха Чарли, с которой у неё были довольны непростые отношения. Погибла в четвёртой серии первого сезона.
- Грэм Роджерс — Дэнни Мэтисон[6], младший брат Чарли. Болен астмой. Был похищен Невиллом, и в течение первой половины первого сезона его спасение является главной задачей Майлса и Чарли. Первым узнал, что его мать жива. Погиб в 11 серии, защищая сестру.
- Дэвид Лайонс — генерал Себастьян «Басс» Монро[11], главный антагонист первого сезона, диктатор Республики Монро, бывший лучший друг Майлса. Коварен и жесток, но при этом интеллигентен и любезен с гостями. Одно время пытался вернуть Майлса в «семью», но тот отказался, поскольку теперь обрёл настоящую семью и проникся презрением к Бассу.
- Стивен Коллинз — Доктор Джин Портер[12], отец Рейчел Мэтисон и дедушка Чарли. После отключения электричества Джин остается в родном городе в Техасе, и становится городским врачом. В 2019 году, от вспышки холеры умирает его жена. Сразу же после этого, к нему обращается Мартин с предложением вакцины против холеры, в обмен на сотрудничество с «патриотами». Джин вынужден согласиться. Однако, следя и докладывая о действиях родственников, Джин этим пытается лишь огородить их от опасностей. А позже, ради спасения своего друга, даже идет на «патриотов» с оружием.

### Второстепенные
- Тим Гуини — Бен (Бенджамин) Мэтисон[13], брат Майлса и отец Чарли. Вместе с женой был ответственен за исчезновение электричества. Погиб в первой серии, перед смертью попросил Чарли найти Майлса.
- Ким Рейвер — Джулия Невилл, жена Тома Невилла и мать Джейсона Невилла.
- Колм Фиори — Рэндалл Флинн, куратор научного проекта, над которым работали Мэттисоны, бывший сотрудник министерства обороны. Вел охоту за «хранителями подвесок», также в сотрудничестве с Монро практически уничтожил повстанцев, благодаря тому, что мог заново включать военную технику. Крайне загадочный персонаж. Погибает в конце первого сезона.
- Лесли Хоуп — президент Джорджии Келли Фостер
- Мария Хауэлл — Грейс Бьюмон, учёная, замешанная в отключении электричества. Один раз спрятала Дэнни от Невилла, когда он сбежал. Была похищена Рэндаллом Флинном.
- Джесси Коллинз — Синтия, девушка Аарона Питтмана, убита ближе к середине второго сезона.

## Производство
Исполнительный продюсер Дж. Дж. Абрамс рассказал Los Angeles Times, что создатель сериала Эрик Крипке «пришёл к нам с идеей, которая была бесспорно хороша. Это была такая отличная предпосылка для сериала, что было бы просто мучением не воспользоваться шансом участвовать в её реализации. Я действительно с нетерпением жду этого шоу. Это настолько очевидно отличная сделка, и мы просто счастливы и горды, что он захотел сотрудничать над проектом с нами».
В США сериал дебютировал 17 сентября 2012 года. 2 октября 2012 г., NBC объявил, что поднимет сериал ещё на девять эпизодов после достижения в среднем 9,8 миллиона зрителей за первые три эпизода. 26 ноября 2012, сериал ушёл на перерыв, на постпродакшн. Вещание возобновилось 25 марта 2013 года.
Первоначально роль Рэйчел Мэтисон играла Андреа Рот, но позже её заменили на Элизабет Митчелл.
Часть четвёртого эпизода была снята в Фристайл Мьюзик Парке в Миртл-Бич.

## Эпизоды
| Сезон | Сезон | Эпизоды | Оригинальная дата показа | Оригинальная дата показа |
| Сезон | Сезон | Эпизоды | Премьера сезона          | Финал сезона             |
| ----- | ----- | ------- | ------------------------ | ------------------------ |
|       | 1     | 20      | 17 сентября 2012         | 3 июня 2013              |
|       | 2     | 22      | 25 сентября 2013         | 21 мая 2014              |

### Сезон 1 (2012—2013)
| № общий | № в сезоне | Название                                                                         | Режиссёр           | Автор сценария                                              | Дата премьеры    | Произв. код | Зрители в США (млн) |
| --- | ---------- | -------------------------------------------------------------------------------- | ------------------ | ----------------------------------------------------------- | ---------------- | ----------- | ------------------- |
| 1 | 1          | «Pilot» «Пилот»                                                                  | Джон Фавро         | Эрик Крипке                                                 | 17 сентября 2012 | 296830      | 11,65               |
| Однажды вечером глава семейства Мэттисон вернулся домой сильно взволнованным и призвал свою жену собрать все запасы еды и воды, при этом повторяя, что времени осталось мало. Едва до членов семьи доходит смысл его слов, как вдруг выключается электричество (и выключается во всём мире). Гаснут телевизоры и компьютеры, отключаются средства связи, останавливаются автомобили и поезда, падают самолёты. Неизвестный феномен отбрасывает человечество в средневековье… Проходит пятнадцать лет. США развалились, на их территории образовались несколько государств. Одно из них — республика Монро с военной верхушкой. И вот однажды в деревушку, где живут Мэттисоны, приходят солдаты Монро, и пытаются забрать с собой отца семейства. Некстати проявивший героизм младший сын Дэнни провоцирует перестрелку, в которой отец погибает. Солдаты забирают Дэнни и уходят. Перед смертью отец просит старшую дочь Чарли найти в Чикаго своего брата Майлса, который может помочь вернуть юношу. |            |                                                                                  |                    |                                                             |                  |             |                     |
| 2 | 2          | «Chained Heat» «Сдерживаемый гнев»                                               | Чарльз Бисон       | Эрик Крипке                                                 | 24 сентября 2012 | 2J7102      | 9,21                |
| Майлс пытается найти свою старую подругу Нору Клэйтон. Басс пытает повстанца, пытаясь узнать, где находится их база и, не получив ответа, перерезает ему горло. Майлс оставляет группу, чтобы найти Нору, и говорит, что они встретятся через две недели в Индиане. Наутро Меги узнает, что Чарли ушла за Майлсом. Чарли по пути встречает Нейтана, но также узнает, что это не настоящее имя. Во флэшбеке показывают, что маленькую Чарли хватает незнакомец и говорит, что убьет её, если те не отдадут всю еду. После незнакомец отпускает Чарли и, немного отойдя, погибает от рук Рэйчел. Майлс и Чарли находят Нору вместе с пленными, которые тащат вертолет, и ночью освобождают её. После они узнают, что она позволила себя схватить, чтобы украсть винтовку и продать на черном рынке. Утром им удается забрать винтовку, но позже понимают, что она её украла, чтобы отдать повстанцам. В Филадельфии Басс заходит в комнату, где сидит Рэйчел (мать Чарли и жена Бена), и говорит, что её муж мертв. Сразу после этого Рэйчел пытается убить его, но безуспешно. |            |                                                                                  |                    |                                                             |                  |             |                     |
| 3 | 3          | «No Quarter» «Никакой пощады»                                                    | Сэнфорд Букстэйвер | Моника Овусу-Брин                                           | 1 октября 2012   | 2J7103      | 8,32                |
| Майлс, Нора и Чарли приходят в лагерь повстанцев и отдают винтовку, также они видят много раненых людей и остаются помочь. Арон и Меги находят дом Грейс, но её там нет. Также Арон замечает компьютер, который собрала Грэйс, но не понимает, зачем если нет электричества. Ночью в лагере капитана Невила один из солдат издевается над Дэнни, так как тот убил его друга. В лагере повстанцев Майлс отдает снайперку одному из солдат и в это время начинает копать тоннель, но он рушится, и план проваливается. В скором времени ополчение врывается к ним, и повстанцы захватывают их командира. Это давний друг Майлса, который рассказывает, что Майлс был генералом Монро перед Бассом. Майлс сдается в плен, чтобы спасти повстанцев, и по пути друзья спасают его. Во флэшбеке показывают, как Майлс и Басс спасают человека от двух бандитов, убивая их. В конце серии Арон и Меги видят, что кулон подает электричество. |            |                                                                                  |                    |                                                             |                  |             |                     |
| 4 | 4          | «The Plague Dogs» «Преследователи»                                               | Феликс Алькала     | Энн Кофелл Сондерс                                          | 8 октября 2012   | 2J7104      | 8,01                |
| Путешествие в Филадельфию продолжается. Путь героев лежит через заброшенный луна-парк, в котором обосновался сумасшедший собаковод. В схватке с ним Мегги получает смертельное ранение и, несмотря на все усилия Чарли и Арона, умирает. |            |                                                                                  |                    |                                                             |                  |             |                     |
| 5 | 5          | «Soul Train» «Поезд мертвых душ»                                                 | Джон Кассар        | Пол Греллонг                                                | 15 октября 2012  | 2J7105      | 8,61                |
| Продолжая преследовать Невилла и его людей, четвёрка попадает в городок, развитый на уровне Дикого Запада. Там они с изумлением обнаруживают, что монроисты сумели заставить работать старый паровоз и собрали железнодорожный состав. Нора выходит на работающего на станции подпольщика, и они решают взорвать поезд, чтобы его невозможно было использовать в военных целях. Нора подбрасывает замаскированную под полено бомбу в тендер паровоза. Однако она видит, что Невилл и Дэнни находятся в отправляющемся поезде, и пытается отменить диверсию, но подпольщик ранит ножом Нору. Майлсу и Чарли приходится скакать на лошадях за поездом, чтобы изъять бомбу. |            |                                                                                  |                    |                                                             |                  |             |                     |
| 6 | 6          | «Sex and Drugs» «Секс и наркотики»                                               | Стив Бойум         | Дэвид Рэмбо                                                 | 29 октября 2012  | 2J7106      | 7,90                |
| Пытаясь спасти раненую Нору, друзья прибывают к старому знакомому Майлса, ненормальному наркобарону. Тот соглашается вылечить женщину, но взамен требует от Чарли убить лидера соседней общины, состоящей из бывших полицейских, периодически уничтожающих маковые поля. |            |                                                                                  |                    |                                                             |                  |             |                     |
| 7 | 7          | «The Children’s Crusade» «Крестовый поход детей»                                 | Чарльз Бисон       | Мэтт Питтс                                                  | 5 ноября 2012    | 2J7107      | 7,34                |
| Путешественники встречают группу малолетних беспризорников, попавших в беду. Их лидера - самого старшего мальчика - монроисты забрали рекрутом. Чарли не хочет оставлять детей в беде и под видом рекрута проникает на учебную базу - старый корабль. Остальные прячутся на заброшенном маяке. Вскоре Майлс и Нора вынуждены отправиться на выручку Чарли и на борту корабля чуть не попадают в плен. Их спасает лишь то, что в этот момент у Арона срабатывает кулон, который включает прожектор маяка. Луч света ослепляет команду корабля, и Майлс с Норой и Чарли, а также восставшие рекруты тут же её разгоняют. Всё кончается благополучно. Утром Майлс заставляет Арона рассказать о кулоне. |            |                                                                                  |                    |                                                             |                  |             |                     |
| 8 | 8          | «Ties That Bind» «Узы, которые связывают»                                        | Гай Би             | Дэвид Рэмбо и Мелисса Гленн                                 | 12 ноября 2012   | 2J7108      | 7,10                |
| Коварный сержант-маньяк загоняет героев в ловушку. Он каким-то образом взял в плен младшую сестру Норы и теперь требует от женщины сдаться. Но Нора всё равно спасает сестру, после чего вся компания ищет переправу через реку. Нора решает уйти со своей сестрой, найти их отца и зажить спокойной жизнью. Увы, девушка оказывается агентом Монро. Она крадёт у Арона кулон и передаёт его встреченному ими сержанту. |            |                                                                                  |                    |                                                             |                  |             |                     |
| 9 | 9          | «Kashmir» «Кашмир»                                                               | Чарльз Бисон       | Джим Барнс                                                  | 19 ноября 2012   | 2J7109      | 7,02                |
| Оказавшись возле Филадельфии, Майлс выходит на местную ячейку повстанцев и просит их помочь проникнуть в город, взамен обещая убить генерала Монро. Во время прохода по заминированному тоннелю Чарли нечаянно провоцирует взрыв, и тоннель заваливает. Так как вентиляционные шахты были замурованы, вскоре в тоннеле начинает ощущаться недостаток кислорода, из-за которого главные герои начинают испытывать галлюцинации. Например, Арон видит вместо идущей рядом Норы свою жену, которую он, будучи в первые дни после отключения малодушным, был вынужден оставить на попечение смельчака. Сама Нора во время прохождения затопленного участка воображает, что её укусил крокодил. Майлсу является его старый друг Бас Монро, а во время видения звучит песня "Лед Цеппелин" "Кашмир" (отсюда и название серии). Наконец группа добирается до выхода, и тут выясняется, что один из повстанцев - предатель. Он убивает своих товарищей и ранит в голову Чарли. |            |                                                                                  |                    |                                                             |                  |             |                     |
| 10 | 10         | «Nobody's Fault But Mine» «Никто не виноват кроме меня»                          | Фредерик И. О. Туа | Моника Овусу-Брин и Мэтт Питтс                              | 26 ноября 2012   | 2J7110      | 8,548.54            |
| Наконец Филадельфия. Едва оказавшись в городе, Чарли, Нора и Арон попадают в плен к майору Невиллу. Он оставляет Арона и Нору под надзором, а Чарли приводит к Дэнни. Там на тайном заводе генерала Монро брат с сестрой встречают свою мать Рэйчел, считавшуюся умершей, а теперь строящей для генерала специальный прибор, который с приложением к нему украденного у Арона кулона включит электричество в ближайшей округе. Майлс нападает на майора Невилла и, взяв в заложники его жену, заставляет освободить Арона и Нору, после чего все трое отправляются на выручку Рэйчел и детям. На заводе Майлс встречает Баса Монро, превратившегося из простого солдата в военного диктатора, и вступает с ним в схватку, Рэйчел убивает мясника-сержанта и сбегает с детьми. Прибывшее подкрепление прерывает бой между Майлсом и Басом, тем не менее, цель путешествия достигнута - Дэнни спасён, но кулон остался в руках генерала Монро. Пытаясь сбежать, Майлс и его спутники наблюдают, как над городом взлетает боевой вертолёт. |            |                                                                                  |                    |                                                             |                  |             |                     |
| 11 | 11         | «The Stand» «Удержать позицию»                                                   | Стив Бойум         | Энн Кофелл Сондерс и Пол Греллонг                           | 25 марта 2013    | 2J7111      | 7,03                |
| Басс использует усилитель электричества, чтобы с помощью вертолетов уничтожать повстанцев. Майлс и группа ночью покидают Филадельфию. Утром друзья находят базу повстанцев, и капитан Невилл докладывает об этом Монро. Джейсон покидает ополчение и говорит Чарли, что ополчение скоро прибудет. Также он просит его взять к себе, но Чарли отказывает. Вскоре вертолеты ополчения начинают атаку, и когда ополчение почти побеждает, появляется Майлс и помогает в битве. Вскоре, когда Майлс пытается взорвать вертолет с усилителем, его подрывают, и Дэнни сам пытается это сделать. Он взрывает вертолет и электричество пропадает. Но во время падения он получает несколько выстрелов и погибает. Используя усилитель электричества, Монро с помощью вертолётов начинает уничтожение лагерей повстанцев. Рейчел и Майлс едут к одному из её знакомых, надеясь найти у него ракетные комплексы. Остальные: Чарли, Нора, Арон и Дэнни, отправляются в штаб-квартиру повстанцев в Аннаполисе, чтобы предупредить их об опасности. Найтон, которого, как оказалось, зовут Джейсон, выступает против отца, и сообщает Чарли о предстоящей вертолётной атаке. Повстанцы готовятся защищать свою базу. Дэнни ракетой сбивает вертолёт с усилителем электричества, но и сам погибает. Рэндэл Флин предлагает Монро свою помощь. |            |                                                                                  |                    |                                                             |                  |             |                     |
| 12 | 12         | «Ghosts» «Тени прошлого»                                                         | Мигель Сапочник    | Дэвид Рэмбо и Мелисса Гленн                                 | 1 апреля 2013    | 2J7112      | 6,36                |
| Майлс собирается помочь повстанцам, и решает, что для начала надо найти офицеров ополчения, которые в своё время поддержали его в вопросе устранения Монро. Первый в списке – Джим Хадсон. Рэндэл отследил те два кулона, которые оказались у Рэйчел, и отправился за ними вместе с ополченцами Монро. Повстанцы вовремя успели уйти, но Рэйчел, а вместе с ней Чарли и Арон задержались, уничтожая кулоны. С большим трудом им удалось вырваться из окружения. Джим Хадсон, сменил имя, женился и ведёт мирную жизнь в тихом городке, и не хочет помогать Майлсу. Но вскоре за Майлсом сюда приходит отряд ополченцев. Джим вынужден объединится с Майлсом и Норой, чтобы защитить свою семью и людей городка. Во флэшбэке показывают историю Рэндэла Флина до отключения, который одержим идеей изменить мир, сделать его более безопасным. Рэндэл хочет создать мир, в котором сыновья не будут погибать на войне, как случилось это с его сыном. Рэйчел начинает рассказывать Арону о случившемся: «Есть одно место, называется Башня». |            |                                                                                  |                    |                                                             |                  |             |                     |
| 13 | 13         | «The Song Remains the Same» «Песня всегда та же»                                 | Джон Ф. Шоуолтер   | Моника Овусу-Брин и Мэтт Питтс                              | 8 апреля 2013    | 2J7113      | 6,07                |
| Монро предлагает Невиллу выполнить задание Флинна. Рэйчел объясняет Аарону причину «отключения» — сбой в эксперименте с наноботами, которые поглощают электричество и размножаются. В результате сбоя наноботы стали стихийно размножаться и заполнили все околоземное пространство. Аарон предлагает вернуться в Башню и перепрограммировать нанороботов. Рэйчел отказывается, аргументируя это опасностью и нежеланием расставаться с дочерью. Колонна ополченцев, возглавляемая Томом Невиллом, подорвалась на дороге. Мятежники взяли Тома Невилла в плен. С отрядом метяжников к отряду Майлса пришёл Джейсон — сын Тома Невилла. Рэйчел хочет убить Невилла, но Майлс говорит ей, что он нужен им живым, так как он много знает. Чарли убедила Рэйчел не делать этого. Джейсон пришёл к своему отцу и снимая наручники разузнал, что тот направляется к цементному заводу. На выходе из помещения, где держали Тома, Джейсона и его отца встречают Майлс с мятежниками. Не дождавшись Невилла Флинн отправляется к цементному заводу лично. Группа мятежников с Майлсом отправляется к цементому заводу. Открыв наручники гвоздём и убив охрану Том Невилл сбегает. У цементного завода мятежники обнаружили вооруженную группу и увидели Рэндалла Флина с чемоданчиком в руке. Завязывается перестрелка. Флинн успевает скрыться вместе с чемоданчиком. В здании завода мятежники обнаруживают ёмкости с эмблемой радиации на них и чертежи. Они подозревают, что Монро в скором времени будет располагать атомной бомбой. Невилл возвращается в столицу Республики Монро и уговаривает свою жену (Джулию) бежать. Рэейчел и Аарон решают идти в Башню, расположенную в Колорадо и вернуть возможность использовать электричество везде. Название серии — «The song remains the same», созвучно названию песни группы «Led Zeppelin». |            |                                                                                  |                    |                                                             |                  |             |                     |
| 14 | 14         | «The Night the Lights Went Out in Georgia» «Ночь, когда погасли огни в Джорджии» | Ник Копус          | Пол Греллонг                                                | 22 апреля 2013   | 2J7114      | 5,88                |
| Монро доложили что Невилл с женой покинули город и сын Невилла теперь воюет за мятежников. Разведка мятежников сообщила Майлсу, что Монро отправил отряд из трёх человек с атомной бомбой в Атланту (Федерация Джорджии). В погоню за диверсантами отправляются Майлс, Нора (как взрывник), и Чарли. Рэйчел и Аарон пришли к Джейн Уоррен и Бетт. Рэйчел просит Джейн помочь ей «включить электричество». Джейн отказывается — так как электричество вызовет замыкание наноботов, благодаря которым жива Бетт, больная раком в четвёртой стадии. Майлс вспоминает события, происходившие через 9 лет «после отключения». Воспитаннику Майлса — Алику (ныне находящемуся в составе отряда с атомной бомбой) не удалось убить генерала Бланшерта. Чтобы избежать войны (и предполагаемого поражения в ней) Майлс выдаёт правительству Техаса Алика, лицо которого во время покушения увидел генерал. Бетт просит Джейн помочь Рэйчел. Джейн отдаёт Рэйчел записи, которые помогут ей вернуть электричество. Майлс убивает Алика при попытке взорвать бомбу. Президент Джорджии — Келли Фостер хочет объявить войну Монро и предлагает Майлсу открыть второй фронт, снабдив его людьми и оружием. За название серии — «The Night the Lights Went Out in Georgia» (1972) — взято название песни Викки Лоуренс (Vicki Lawrence). |            |                                                                                  |                    |                                                             |                  |             |                     |
| 15 | 15         | «Home» «Дом»                                                                     | Джон Кассар        | Дэвид Рэмбо                                                 | 29 апреля 2013   | 2J7115      | 5,49                |
| Войска Джорджии начинают захватывать города Республики Монро. Генерал Монро принимает решение убить Майлса немедленно. На западе Республики Монро, за Миссисипи находится Равнинная Нация, куда и отправляются Рейчел и Аарон. Монро приезжает в родной городок, и посылает Майлсу весточку, что убьёт всех, и в первую очередь Эмму (возлюбленную Майлса периода юности), если тот не сдастся. Во флешбеке показывают юность Майлса, когда у него была девушка Эмма, которая была неравнодушна и к Бассу (Монро). Аарон случайно встречает свою жену Присциллу. Она сообщает ему, что вышла замуж за другого. Однако, Аарону кажется, что здесь что-то не так. И скоро он узнаёт, что мужчина рядом с ней - её конвоир. Услышав выстрелы, Монро понимает, что Майлс уже в городе и приказывает поджечь здание суда, в котором собрали всех местных жителей. Подошедшая группа мятежников помогают Майлсу и жителям городка выбраться из горящего здания. Эмма сообщает Монро, что у неё есть сын от него. Присцилла сообщает Аарону, что у неё есть семья в Техасе. Президент Федерации Джорджия - Келли Фостер отправляет Тома Невилла присматривать за Майлсом Метиссоном. |            |                                                                                  |                    |                                                             |                  |             |                     |
| 16 | 16         | «The Love Boat» «Лодка любви»                                                    | Чарльз Бисон       | Мелисса Гленн                                               | 6 мая 2013       | 2J7116      | 6,06                |
| В лагерь к Майлсу прибывает подкрепление - Том Невилл, который теперь находится на службе у Федерации Джорджии. Он сообщает Майлсу о задании - необходимо выкрасть доктора Итана Кемпа, занимающимся разработкой биологического оружия - сибирской язвы. Рейчел и Аарон прибывают в поселение Резервации Томпсона на Равнинах и безуспешно пытаются выменять еду. Рэндалл Флинн призывает Монро использовать другие методы борьбы, которые бы не увеличивали количество недовольных, а способствовали подавлению мятежников. Между Флинном и Монро возникает конфликт. Отряд Майлса похищает Итана Кемпа и взрывает лабораторию. Путь Рэйчел и Аарону преграждает всадник, который обвиняет их в краже. Рэйчел убивает его и они с Аароном убегают. При попытке скрыться Рэйчел падает и получает открытый перелом правой голени. Чарли, Джейсон и Нора организовывают побег доктора Кемпа с парохода Невилла. Они не желают чтобы Федерация Джоржии использовала Итана для изготовления биологического оружия. Ополченцы обстреливают их с берега. К ним присоединяется Майлс, и они вместе помогают Итану Кемпу с семьёй скрыться. Грейс Бьюмон удаётся поднять лифт в Башне. Её охранник пристегивает её наручниками и хочет спуститься на 12 уровень. Грейс говорит ему, что Рендоллу бы это не понравилось. Охранник заходит в лифт. Лифт останавливается на 7 уровне. В лифте отключается камера и слышны крики. Окровавленный лифт поднимается и открывается. Показывают испуганное лицо Грейс. |            |                                                                                  |                    |                                                             |                  |             |                     |
| 17 | 17         | «The Longest Day» «Самый долгий день»                                            | Стив Бойум         | Энн Кофелл Сондерс                                          | 13 мая 2013      | 2J7117      | 5,51                |
| Рейчел предлагает Аарону перепрограммировать вылечившую лёгкие Денни капсулу так, чтобы она спасла и её. Проходившие мимо местные жители приняли выздоровление Рейчел за чудо и потребовали вылечить мальчика, упавшего с лошади. Под предлогом взять необходимые вещи Рейчел и Аарон уходят из города в сопровождении отца мальчика, после чего оглушают его и убегают. Город подвергается атаке с воздуха, в ходе которой погибает более двухсот человек. Сотни ополченцев армии Монро начинают наступление. При расспросе Джейсона Майлс узнает, что Чарли оказалась завалена обломками наблюдательной башни. В ходе неудачной попытки неизвестного снайпера убить Монро, тот обвиняет Джереми в предательстве, после чего отдает приказ о его расстреле. В дальнейшем становится известно, что покушение в одиночку подготовил шпион из Джорджии. Том помогает своему раненному сыну покинуть город и добраться в Атланту но во время перестрелки сам получает ранение. Нора и Майлс отправляются на поиски Чарли, которая к тому времени сама уже успела выбраться из-под обломков. Майлс Находит Чарли, но в ходе перестрелки пропадает Нора. Майлс, Чарли, Том и Джейсон оказываются в Атланте. Майлс собирается отправиться на поиски Норы, но президент Джорджии Келли Фостер запрещает ему это делать, так как Монро может напасть на Атланту в любую минуту. В последней сцене показано, что Нора оказалась в плену у Монро. |            |                                                                                  |                    |                                                             |                  |             |                     |
| 18 | 18         | «Clue» «Ключ к разгадке»                                                         | Хелен Шейвер       | Сюжет: Оан Ли Телесценарий: Пол Греллонг и Оан Ли           | 20 мая 2013      | 2J7118      | 5,64                |
| 19 | 19         | «Children of Men» «Дитя человеческое»                                            | Фредерик И. О. Туа | Дэвид Рэмбо и Джим Барнс                                    | 27 мая 2013      | 2J7119      | 6,32                |
| 20 | 20         | «The Dark Tower» «Тёмная башня»                                                  | Чарльз Бисон       | Сюжет: Эрик Крипке Телесценарий: Эрик Крипке и Пол Греллонг | 3 июня 2013      | 2J7120      | 6,17                |

### Сезон 2 (2013—2014)
| № общий | № в сезоне | Название                                                   | Режиссёр           | Автор сценария                                                            | Дата премьеры    | Произв. код | Зрители в США (млн) |
| --- | ---------- | ---------------------------------------------------------- | ------------------ | ------------------------------------------------------------------------- | ---------------- | ----------- | ------------------- |
| 21 | 1          | «Born in the U.S.A» «Рождённые в США»                      | Стив Бойум         | Эрик Крипке                                                               | 25 сентября 2013 | 2J7701      | 6,81                |
| Действие второго сезона разворачиваются спустя 6 месяцев, после событий произошедших в "башне", во всей Америке все ходят истории о том как все еще работающая техника чудесным образом включалась ровно на 10 минут, а потом все снова потухло. Семья Мэттисон находит приют в Техасе в родном городке Рэйчел Мэтисон, где все еще жил и работал врачом её отец. Отец и сын Нэвил находятся на восточном побережье, в постоянных поисках Джулии Нэвилл, где и встречаются с новой властью.                                                                        |            |                                                            |                    |                                                                           |                  |             |                     |
| 22 | 2          | «There Will Be Blood» «Там будет кровь»                    | Филип Сгриккиа     | Пол Греллонг                                                              | 2 октября 2013   | 2J7702      | 5,46                |
| В Техас пришли бандиты с севера, и над городком нависла смертельная опасность. В результате первого нападения бандиты похитили шерифа и Майлса Мэтисона, а так же смертельно ранили Аарона Питтмана, последний к всеобщему удивлению выживает, после двух часов клинической смерти. Это событие не могло остаться не замеченным, но Аарон воздерживается от каких либо объяснений данного феномена. Тем временем "где то на равнинах" Чарли Мэтисон вместе с охотниками за головами пытается поймать беглого генерала Монро.                                       |            |                                                            |                    |                                                                           |                  |             |                     |
| 23 | 3          | «Love Story» «Любовный роман»                              | Хелен Шейвер       | Дэвид Рэмбо                                                               | 9 октября 2013   | 2J7703      | 5,45                |
| Правительство США постепенно устанавливает свою власть даже в удаленных городах. Они умны, хорошо вооружены, и хорошо заплатят тем кто приведёт им живых Монро и Мэттисона. Аарон рассказывает Синтии про нанитов и своем чудесном спасении. Том и Джейсон Невилл пытаются примкнуть к "патриотам", и убив верхушку власти, отомстить за Джулию. Тома считают полезным, а Джейсона уводят в неизвестном направлении. |            |                                                            |                    |                                                                           |                  |             |                     |
| 24 | 4          | «Patriot Games» «Игры патриота»                            | Чарльз Бисон       | Сюжет: Энн Кофелл Сондерс Телесценарий: Энн Кофелл Сондерс и Пол Греллонг | 16 октября 2013  | 2J7704      | 5,42                |
| После драки в баре, Чарли меняет отношение к Монро. Монро уговаривает её помочь создать союз с Рэйчел и Майлсом против новой власти. Вновь прибывшие знакомятся с "патриотами". Они догадываются, что это "патриоты" сбросили бомбы и уцелевшие бандиты Тайтуса лишь предлог не выпускать никого из города. Аарон начинает падать в обморок и видеть то, что происходит вдали от него. Увидев, что Майлсу грозит опасность, он непонятным образом заживо сжигает двух "патриотов". В местах видений наблюдаются скопления светлячков.                              |            |                                                            |                    |                                                                           |                  |             |                     |
| 25 | 5          | «One Riot, One Ranger» «Один бунт, один смотритель»        | Фредерик И. О. Туа | Дэвид Рэмбо и Бен Эдлунд                                                  | 23 октября 2013  | 2J7705      | 5,04                |
| В город прибывают техасские рейнджеры, во главе с министром внутренних дел Техасской Федерации Джоном Франклином. Майлс видит в этом шанс развязать войну с "патриотами". Невилл узнает, что его сын в лагере перепрограммирования, где людей при помощи наркотиков зомбируют, делая из них машины для убийства. Боссу Франклина нужен мирный договор, а не война. Мэттисон и Монро снова сражаются вместе. Им не удается предоставить доказательства бесчинства новой власти, и Монро убивает Франклина в надежде, что это приведёт к войне Техаса и "патриотов". |            |                                                            |                    |                                                                           |                  |             |                     |
| 26 | 6          | «Dead Man Walking» «Ходячий мертвец»                       | Стив Бойум         | Сюжет: Трей Кэллоуэй Телесценарий: Трей Кэллоуэй и Пол Греллонг           | 30 октября 2013  | 2J7706      | 4,87                |
| Вопреки стараниям Мэттисона и Монро, рейнжеры Техаса объединяются с «патриотами», арестовав Монро по наводке Рэйчел. Но после разговора с Майлсом, Рэйчел передумывает и спасает Монро, подменив смертельную инъекцию и выкопав его из могилы. Невилл пленяет своего сына, который находится под действием наркотиков. |            |                                                            |                    |                                                                           |                  |             |                     |
| 27 | 7          | «The Patriot Act» «Патриотический акт»                     | Омар Мада          | Энн Кофелл Сондерс и Мэтт Питтс                                           | 6 ноября 2013    | 2J7707      | 5,21                |
| 28 | 8          | «Come Blow Your Horn»                                      | Чарльз Бисон       | Рокни С. О’Бэннон                                                         | 13 ноября 2013   | 2J7708      | 5,17                |
| 29 | 9          | «Everyone Says I Love You» «Каждый говорит „Я тебя люблю“» | Стив Бойум         | Трей Кэллоуэй и Пол Греллонг                                              | 20 ноября 2013   | 2J7709      | 5,37                |
| 30 | 10         | «The Three Amigos» «Три друга»                             | Чарльз Бисон       | Дэвид Рэмбо и Энн Кофелл Сондерс                                          | 8 января 2014    | 2J7710      | 5,93                |
| 31 | 11         | «Mis Dos Padres»                                           | Майкл Оффер        | Рокни С. О’Бэннон и Бен Эдлунд                                            | 15 января 2014   | 2J7711      | 4,78                |
| 32 | 12         | «Captain Trips» «Капитан путешествия»                      | Стив Бойум         | Пол Греллонг и Джим Барнс                                                 | 22 января 2014   | 2J7712      | 5,28                |
| 33 | 13         | «Happy Endings» «Счастливые окончания»                     | Эрнест Дикерсон    | Дэвид Рэмбо и Трей Кэллоуэй                                               | 29 января 2014   | 2J7713      | 5,04                |
| 34 | 14         | «Fear and Loathing» «Страх и ненависть»                    | Лиз Фридлендер     | Энн Кофелл Сондерс и Мэтт Питтс                                           | 26 февраля 2014  | 2J7714      | 4,63                |
| 35 | 15         | «Dreamcatcher» «Ловец снов»                                | Роксанн Доусон     | Бен Эдлунд и Пол Греллонг                                                 | 5 марта 2014     | 2J7715      | 4,76                |
| 36 | 16         | «Exposition Boulevard» «Экспозиция-Бульвар»                | Ник Копус          | Дэвид Рэмбо и Трей Кэллоуэй                                               | 12 марта 2014    | 2J7716      | 4,63                |
| 37 | 17         | «Why we fight» «Почему мы боремся»                         | Фредерик И. О. Туа | Рокни С. О’Бэннон                                                         | 19 марта 2014    | 2J7717      | 4,26                |
| 38 | 18         | «Austin city limits» «Пределы города Остина»               | Хелен Шейвер       | Пол Греллонг и Джим Барнс                                                 | 2 апреля 2014    | 2J7718      | 4,40                |
| 39 | 19         | «S#!& Happens» «Дерьмо случается»                          | Джон Ф. Шоуолтер   | Энн Кофелл Сондерс и Дэвид Рид                                            | 30 апреля 2014   | 2J7719      | 4,32                |
| 40 | 20         | «Tomorrowland» «Страна будущего»                           | Дэвид Бойд         | Трей Кэллоуэй и Райан Пэрротт                                             | 7 мая 2014       | 2J7720      | 3,78                |
| 41 | 21         | «Memorial Dey» «День поминовения»                          | Джон Ф. Шоуолтер   | Дэвид Рэмбо и Бен Эдлунд                                                  | 14 мая 2014      | 2J7721      | 3,91                |
| 42 | 22         | «Declaration of Independence» «Декларация Независимости»   | Чарльз Бисон       | Рокни С. О’Бэннон и Пол Греллонг                                          | 21 мая 2014      | 2J7722      | 4,13                |

## Награды и номинации
| Год  | Ассоциация                          | Категория                                                                            | Номинант                                                                      | Результат |
| ---- | ----------------------------------- | ------------------------------------------------------------------------------------ | ----------------------------------------------------------------------------- | --------- |
| 2012 | Выбор народа People’s Choice Awards | Любимая новая ТВ-драма Favorite New TV Drama                                         | Команда Crew                                                                  | Номинация |
| 2012 | Премия «Спутник» Satellite Awards   | Лучший сериал — драма Best Television Series, Genre                                  | Революция Revolution                                                          | Номинация |
| 2013 | Сатурн Saturn Awards                | Лучший телесериал, сделанный для эфирного телевидения Best Network Television Series | Революция Revolution                                                          | Победа    |
| 2013 | Сатурн Saturn Awards                | Лучший телеактёр Best Actor on Television                                            | Билли Берк Billy Burke                                                        | Номинация |
| 2013 | Сатурн Saturn Awards                | Лучшая телеактриса Best Actress on Television                                        | Трэйси Спиридакос Tracy Spiridakos                                            | Номинация |
| 2013 | Сатурн Saturn Awards                | Лучший телеактёр второго плана Best Supporting Actor on Television                   | Джанкарло Эспозито Giancarlo Esposito                                         | Номинация |
| 2013 | Эмми Emmy Awards                    | Outstanding Visual Effects in a Supporting Role                                      | 1 Сезон 1 серия Пилот Episode: Pilot                                          | Номинация |
| 2013 | Эмми Emmy Awards                    | Outstanding Stunt Coordination for a drama series, miniseries or movie               | 1 Сезон 10 серия Никто не виноват кроме меня Episode: Nobody’s Fault But Mine | Победа    |
| 2013 | BMI TV Music Awards                 | Композитор Composer                                                                  | Кристофер Леннерц Christopher Lennertz                                        | Победа    |
| 2013 | Телеги́д TV Guide Awards             | Favorite New Series                                                                  | Revolution                                                                    | Номинация |
| 2014 | Эмми Emmy Awards                    | Outstanding Stunt Coordination for a drama series, miniseries or movie               | Jeff Wolfe                                                                    | Номинация |